# NGC 472
NGC 472 = NGC 468? ist eine linsenförmige Galaxie vom Hubble-Typ S0 im Sternbild Fische auf der Ekliptik. Sie ist schätzungsweise 238 Millionen Lichtjahre von der Milchstraße entfernt und hat einen Durchmesser von etwa 90.000 Lj.
Im selben Himmelsareal befinden sich u. a. die Galaxien IC 1666, IC 1669, IC 1673.
Das Objekt wurde am 29. August 1862 von dem deutsch-dänischen Astronomen Heinrich Ludwig d’Arrest entdeckt.